# Банко Банков (актьор)
Вижте пояснителната страница за други личности с името Банко Банков.
Банко Йорданов Банков е български актьор.

## Биография
Роден е на 30 юли 1941 г. в град Ловеч. Средно образование завършва в Езиковата гимназия „Ернст Телман“ (Ловеч). Владее френски език.
Театърът се превръща в негова съдба и професия още в училище. Завършва актьорско майсторство във ВИТИЗ „Кръстьо Сарафов“.
Работи в трупата на Младежкия театър от 1964 до 2006 г. Театралната публика помни неговите роли в „Ромео и Жулиета“, „Обърни се с гняв назад“ и „Мой бедни Марат“.
В киното най-известите му роли са във филмите „Обич“ и „Приятели за вечеря“.
Банко Банков умира след боледуване на 65-годишна възраст в град София.

## Театрални роли
- „Ромео и Жулиета“ (Уилям Шекспир)
- „Обърни се с гняв назад“
- „Мой бедни Марат“
- „Параграф 22“ (Джоузеф Хелър)

## Телевизионен театър
- „Чичовци“ (1984) (Иван Вазов), мюзикъл – поп Ставри
- „Арсеник и стара дантела“ (1980) (от Джоузеф Кесълринг, реж. Асен Траянов) 2 ч.
- „Краят остава за вас“ (1980) (от Георги Данаилов, реж. Роксена Кирчева)
- „Забравете Херострат“ (1975) (Григорий Горин)
- „Но преди да станем големи“ (1972) (Владимир Голев)
- „Тайната на младостта“ (1972) (Миклош Дярваш) - Шандор, диригент
- „Виждали ли сте някога река?“ (1972) (Ангел Вълчанов)
- „… И компания“ (1971) (Йордан Радичков)
- „Диалози“ (1970) (Кръстю Пишурка)
- „Разминаване“ (1970) (Камен Калчев)
- „Белият лъч“ (1970) (Олга Кръстева)
- „Рози за д-р Шомов“ (1967) (Драгомир Асенов)
- „Тънка нишка“ (1967) (Андрей Яковлев и Яков Наумов), 2 части
- „В деня на сватбата“ (1966) (Виктор Розов)

## Филмография
| Година      | Филми и Сериали                                          | Серии  | Копродукции                                      | Роля                                         |
| ----------- | -------------------------------------------------------- | ------ | ------------------------------------------------ | -------------------------------------------- |
| 1999        | Един камион за двама                                     |        | България / Франция / Люксембург / Австрия        | д-р Копи                                     |
| 1999        | Изток - Запад – („Est – Ouest“)                          |        | Франция / Испания/Русия / Украйна / България     | инспекторът                                  |
| 1997        | Рекет – („Il Racket“) Гражданинът въстава – (2 заглавие) | 6      | Италия                                           |                                              |
| 1995 – 2000 | Съботна история – („L'histoire du samedi“)               | 82     | Франция                                          | Рюеф (в „Пастьор, 5 години на ярост“)        |
| 1991        | Сага за Арчибалд – („Archibald“)                         | 13     | Франция / Швейцария / Канада / България / Гърция |                                              |
| 1990        | Нощ без теб                                              |        |                                                  |                                              |
| 1989        | Три срещи със загадъчното                                | 3      |                                                  |                                              |
| 1985        | Константин Философ                                       | 2      |                                                  | учител                                       |
| 1984        | Не знам, не чух, не видях                                |        |                                                  | Василев                                      |
| 1983        | Константин Философ                                       | 6      |                                                  | учител                                       |
| ?           | Вероятност, равна на нула                                | 2      |                                                  | Лари ОКонър                                  |
| 1981        | Ударът                                                   |        |                                                  |                                              |
| 1980        | Приятели за вечеря                                       |        |                                                  | доцент Иван Тодоров, съпругът на Мария       |
| 1976        | Светъл пример (тв)                                       |        |                                                  | работник (не е посочен в надписите на филма) |
| 1972        | Обич                                                     |        |                                                  | журналистът Петров                           |
| ?           | И ще остане утрото                                       |        |                                                  | къдрокосия                                   |
| 1968        | Мъже в командировка                                      | 3 нов. |                                                  | Митко, мъжът на Данчето (във 2-та: „Гост“)   |
| 1964        | Непримиримите                                            |        |                                                  | подпоручик Крумов                            |
| 1959        | Пътища                                                   | 2 нов. |                                                  | Кирил (във 1-та новела: „Другото щастие“)    |